# Oxyethira spirogyrae
Oxyethira spirogyrae är en nattsländeart som först beskrevs av Mueller 1879.  Oxyethira spirogyrae ingår i släktet Oxyethira och familjen smånattsländor. Inga underarter finns listade i Catalogue of Life.